# ガラクタン
ガラクタン(Galactan)またはガラクトサン(Galactosan)は、ガラクトースが重合した多糖である。一般的に、天然に由来するガラクタンは、核として、α(1→3)またはα(1→6)で結合したガラクトース単位を含み、他の単糖を側鎖として持つ。
シクンジ科のAnogeissus latifoliaに由来するガラクタンは、主にα(1→6)結合からなるが、アカシア由来のものはα(1→3)結合が主である。